# Thyropus similis
Thyropus similis är en kräftdjursart. Thyropus similis ingår i släktet Thyropus och familjen Parascelidae. Inga underarter finns listade i Catalogue of Life.